# NGC 782
NGC 782 ist eine Balken-Spiralgalaxie vom Hubble-Typ SBb im Sternbild Eridanus am Südsternhimmel. Sie ist schätzungsweise 267 Millionen Lichtjahre von der Milchstraße entfernt und hat einen Durchmesser von etwa 195.000 Lichtjahren.
Die Typ-Ia-Supernova SN 2011eb wurde hier beobachtet.
Das Objekt wurde am 27. Oktober 1834 vom britischen Astronomen John Herschel entdeckt.